# Eisstock aux Jeux olympiques
L'Eisstock est apparu deux fois dans l'histoire des Jeux olympiques en tant que sport de démonstration.

## Jeux olympiques d'hiver de 1936
La compétition à Garmisch-Partenkirchen en 1936 a rassemblé trois nations (Allemagne, Autriche, Tchécoslovaquie) rassemblant 44 participants masculins sur trois épreuves : Longueur, Précision et équipe.
Le concours est dominé par les autrichiens avec cinq places sur le podium dont les trois titres.

## Jeux olympiques d'hiver de 1964
La compétition à Innsbruck en 1964 lieu le week-end du 8 au 9 février. Il n'est pas consigné dans le rapport officiel beaucoup de choses.